# José Julio Cleto da Silva
José Julio Cleto da Silva (Paranaguá, 23 de janeiro de 1880 — Curitiba, 4 de agosto de 1953) foi um jornalista, tabelião e político brasileiro.
Foi eleito ao mandato de deputado estadual da Assembleia Legislativa do Paraná, durante o período da República Velha (1889-1930), na legislatura de 1916 a 1917.

## Biografia
Filho de José Cleto da Silva (1843-1912) e Isolina Miranda Cleto da Silva (1848-1889), casou-se em 1900 com Francisca Lustosa Pacheco Cleto, com quem teve sete filhos.
Politicamente, antes de alcançar o assento no Congresso Legislativo, exerceu o mandato de prefeito municipal de Clevelândia de 1908 a 1910.
Na Assembleia Legislativa teve destacada atuação no acordo de limites entre o Paraná e Santa Catarina, no contexto político da Guerra do Contestado (1912-1916).
Como jornalista, colaborou em vários jornais do Estado. Dirigiu o semanário "Missões", editado em União da Vitória durante a movimentada questão de limites entre o Paraná e Santa Catarina.
Foi tabelião e oficial do Registro Civil e de Imóveis, função que exerceu por 44 anos.
Escreveu trabalhos literários e históricos, tais como: "Campos e Selvas", "O Contestado diante das carabinas", "Apontamentos Históricos sobre União da Vitória", entre outros.
Faleceu a 4 de agosto de 1953, com 73 anos.
Informações retiradas do livro "130 anos de vida Parlamentar paranaense", 1954, de Maria Nicolas.